# There Was a Time
"There Was A Time" är en låt av det amerikanska rockbandet Guns N' Roses. Låten är spår 6 på albumet Chinese Democracy från 2008, och är 6 minuter och 43 sekunder lång, vilket gör den till den längsta låten på albumet. Den är skriven av Axl Rose, Paul Tobias och Dizzy Reed. 
Låten innehåller inspelningar från sex olika gitarrister; Rose, Buckethead, Robin Finck, Ron "Bumblefoot" Thal, Tobias och Richard Fortus, men de två gitarrsolona spelas av Finck respektive Buckethead. Synthorkester, körer och instrumentet mellotron förekommer också i låten. There Was A Time är den låt på Chinese Democracy som innehåller flest antal musikinstrument.
Låtens titel är ett akrostikon, då begynnelsebokstäverna i varje ord bildar det engelska ordet "twat", vilket är ett vulgärt slanguttryck för kvinnans könsorgan.